# Jacob Duck

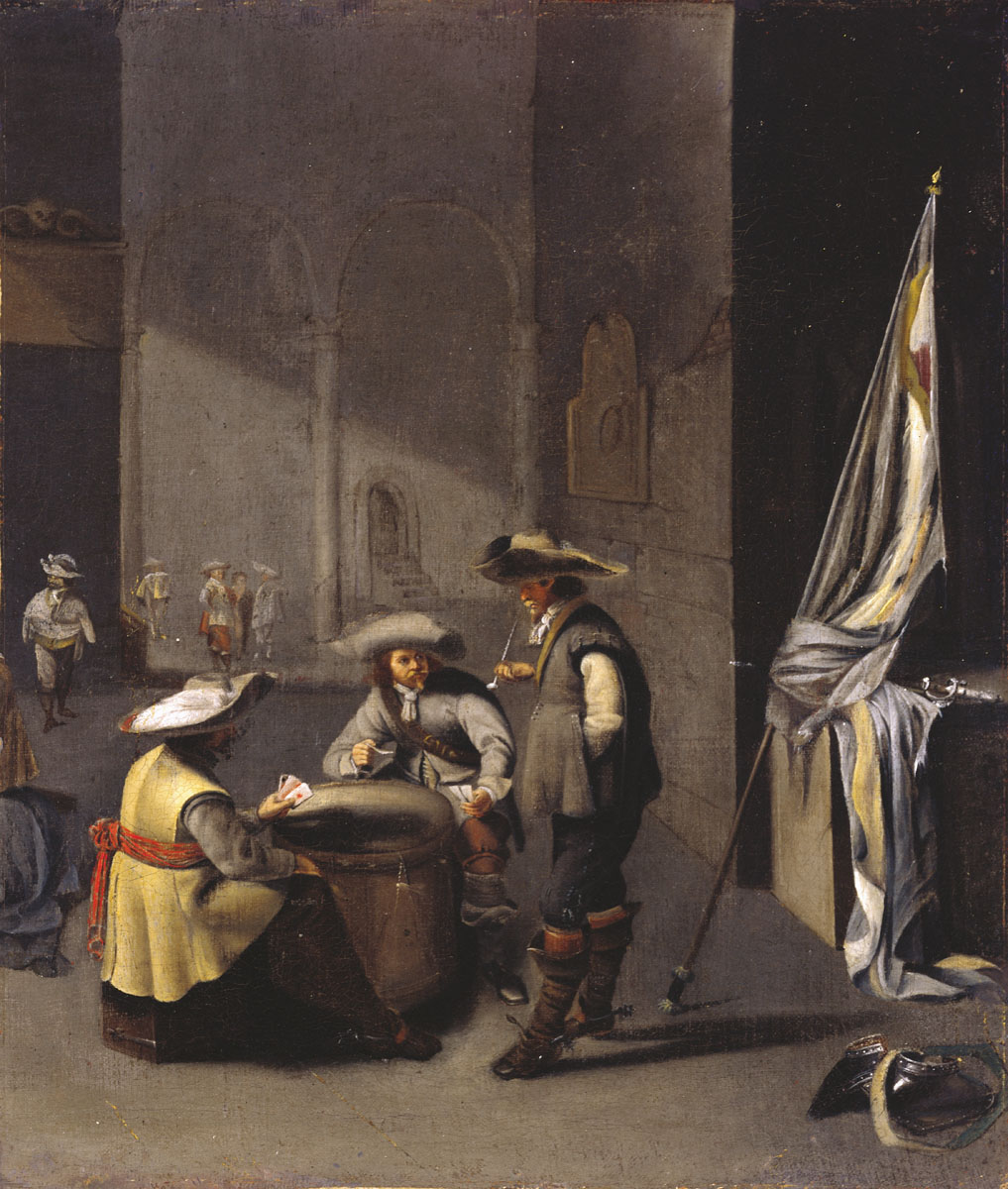
Jacob Duck, Recinto de la guardia con soldados jugando a las cartas, Museo de Bellas Artes de Budapest

Jacob Duck (también escrito Ducq, Duyck, Duick o Duc) (1600 – enterrado entre el 22 y 28 de enero de 1667) fue un pintor y grabador de aguafuertes neerlandés.

## Biografía
Se cree que Duck nació en la ciudad de Utrecht en 1600. A partir de 1611, estudió en Utrecht para convertirse en orfebre, oficio del cual se convirtió en maestro en 1619. Desde 1621 tomó lecciones de dibujo con Joost Cornelisz Droochsloot. Estuvo activo principalmente en Utrecht, pero entre 1636 y 1646 residió en Haarlem, mientras que entre 1656 y 1660 vivió en La Haya. En 1661 retornó a Utrecht, donde murió, siendo enterrado en el monasterio de Santa María Magdalena.
Duck pintó mayormente soldados, figuras y escenas diarias. 
Sus obras se encuentran en muchos museos notables, entre ellos el Museo del Hermitage.